# Emtmannsberg
Emtmannsberg ist ein Dorf und eine Gemeinde im oberfränkischen Landkreis Bayreuth und Mitglied der Verwaltungsgemeinschaft Weidenberg.

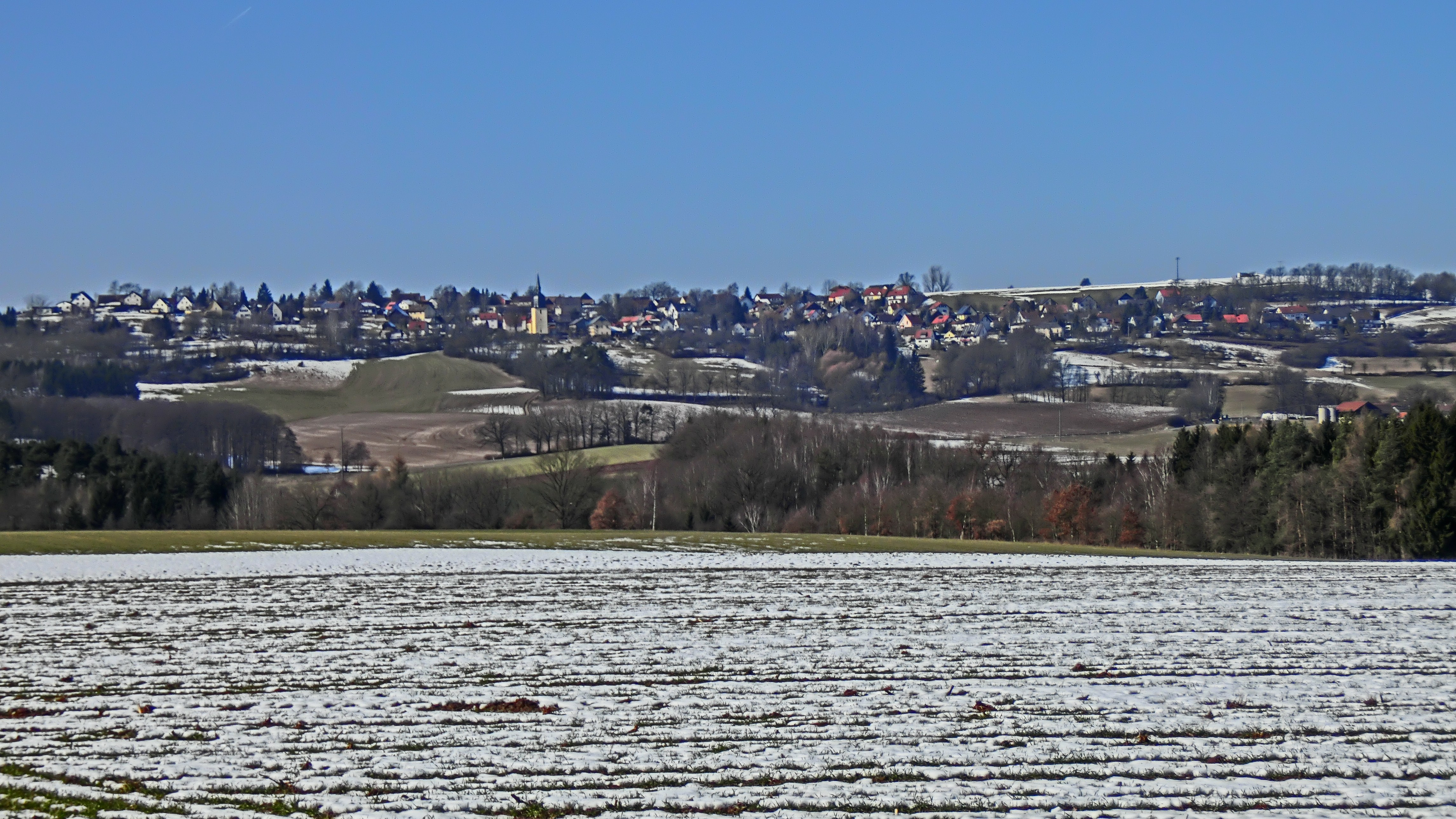
Emtmannsberg

## Geografie

### Lage
Die Gemeinde liegt am nördlichen Rand der Fränkischen Schweiz. An der westlichen Gemeindegrenze zu Bayreuth fließt der Rote Main. Im östlichen Gemeindegebiet fließt die Ölschnitz, ein linker Zufluss des Roten Mains. Im Südwesten liegt ein Teil des Forstes Thiergarten.

### Gemeindegliederung
Es gibt 21 Gemeindeteile (in Klammern ist der Siedlungstyp angegeben):
- Amoslohe (Einöde)
- Birk (Pfarrdorf)
- Bühl (Einöde)
- Eichen (Einöde)
- Eichhammer (Einöde)
- Eichschlag (Dorf)
- Emtmannsberg (Pfarrdorf)
- Fickmühle (Einöde)
- Gampelmühle (Einöde)
- Gottelhof (Einöde)
- Hauendorf (Dorf)
- Hühl (Einöde)
- Linhardshaus (Einöde)
- Oberölschnitz (Dorf)
- Pirschling (Weiler)
- Reuthaus (Einöde)
- Schamelsberg (Dorf)
- Seidelmühle (Einöde)
- Troschenreuth (Dorf)
- Unterölschnitz (Dorf)
- Wiedent (Weiler)

Auf dem Gemeindegebiet liegen die Gemarkungen Birk, Emtmannsberg, Forst Thiergarten (Gemarkungsteil 2), Hauendorf und Schamelsberg. Die Gemarkung Emtmannsberg hat eine Fläche von 1,871 km². Sie ist in 539 Flurstücke aufgeteilt, die eine durchschnittliche Fläche von 3470,90 m² haben. In ihr liegt neben dem namensgebenden Ort der Gemeindeteil Pirschling.

### Nachbargemeinden
Nachbargemeinden sind (von Norden beginnend im Uhrzeigersinn): Weidenberg, Seybothenreuth, Speichersdorf, Creußen und Bayreuth.

## Geschichte
Emtmannsberg wurde 1320 als „ze dem Perge“ erstmals urkundlich erwähnt, 1324 mit dem Zusatz „Nentbsperg“, 1411 „Nentwigsperg“ und 1436 „Emtmansperg“. Das Bestimmungswort ist wahrscheinlich ein Personenname. Der Gemeindeteil Birk wurde 1357 erstmals als „Pirk“ urkundlich erwähnt. Die Herren von Künsberg waren seit Beginn des 13. Jahrhunderts bis 1487 im Besitz des Ritterguts Emtmannsberg. Im Jahr 1660 erwarb der markgräfliche Hofkanzler Carl von Stein das Rittergut. 1663 wurde er auch mit der Hochgerichtsbarkeit belehnt. Als die Familie von Stein 1739 ausstarb, fiel das Rittergut an das Markgraftum Bayreuth.
Gegen Ende des 18. Jahrhunderts gab es in Emtmannsberg 40 Anwesen (Ehemals ritterschaftliches Schloss, 12 Sölden, 2 Gütlein, 2 Viertelsölden, 1 Achtelsölde, 1 Wirtshaus, 16 Tropfhäuser, 1 Wohnhaus, 1 Haus mit Branntweinbrenngerechtigkeit, 3 Häuser). Die Hochgerichtsbarkeit stand dem bayreuthischen Stadtvogteiamt Creußen zu. Die Dorf- und Gemeindeherrschaft sowie die Grundherrschaft über sämtliche Anwesen hatte die bayreuthische Amtsverwaltung Emtmannsberg.
Von 1797 bis 1810 unterstand der Ort dem Justiz- und Kammeramt Bayreuth. Nachdem im Jahr 1810 das Königreich Bayern das Fürstentum Bayreuth käuflich erworben hatte, wurde Euben bayerisch. 1812 wurde infolge des Ersten Gemeindeediktss der Steuerdistrikt Emtmannsberg gebildet. Außer dem Hauptort gehörten dazu Bühl, Gampelmühle, Gottelhof, Hauendorf, Hühl, Pirschling, Schamelsberg, Schlehenberg, Troschenreuth und Wiedent. Zugleich entstand die Ruralgemeinde Emtmannsberg, zu der Pirschling gehörte. Sie war in Verwaltung und Gerichtsbarkeit dem Landgericht Bayreuth zugeordnet und in der Finanzverwaltung dem Rentamt Bayreuth (1919 in Finanzamt Bayreuth umbenannt). Ab 1862 gehörte Emtmannsberg zum Bezirksamt Bayreuth (1939 in Landkreis Bayreuth umbenannt). Die Gerichtsbarkeit blieb beim Landgericht Bayreuth (1879 in Amtsgericht Bayreuth umgewandelt). Die Gemeinde hatte 1964 eine Gebietsfläche von 8,436 km².
Gegen Ende des Zweiten Weltkriegs wurde Emtmannsberg am 14. April 1945 von US-amerikanischen Panzertruppen besetzt.

### Eingemeindungen
Im Zuge der Gebietsreform in Bayern wurden am 1. Mai 1978 die Gemeinden Birk und Hauendorf sowie Teile der aufgelösten Gemeinde Wolfsbach eingegliedert.

### Einwohnerentwicklung

#### Gemeinde Emtmannsberg
| Jahr      | 1822   | 1840   | 1852   | 1861   | 1867   | 1871   | 1875   | 1880   | 1885   | 1890   | 1895   | 1900   | 1905   | 1910   | 1919   | 1925   | 1933   | 1939   | 1946   | 1950   | 1961   | 1970   | 1987   | 2008   | 2015   | 2020   |
| Einwohner | 367    | 413    | 430    | 441    | 457    | 445    | 416    | 409    | 389    | 344    | 330    | 328    | 331    | 336    | 297    | 285    | 302    | 303    | 450    | 446    | 355    | 338    | 944    | 1110   | 1054   | 1053   |
| Häuser    | 54     |        |        |        |        | 72     |        |        | 62     | 68     |        | 69     |        |        |        | 67     |        |        |        | 69     | 77     |        | 288    |        | 361    | 373    |
| Quelle    | [ 11 ] | [ 17 ] | [ 17 ] | [ 18 ] | [ 19 ] | [ 20 ] | [ 21 ] | [ 22 ] | [ 23 ] | [ 24 ] | [ 17 ] | [ 25 ] | [ 17 ] | [ 26 ] | [ 17 ] | [ 27 ] | [ 17 ] | [ 17 ] | [ 17 ] | [ 28 ] | [ 13 ] | [ 29 ] | [ 30 ] | [ 31 ] | [ 31 ] | [ 32 ] |

#### Ort Emtmannsberg

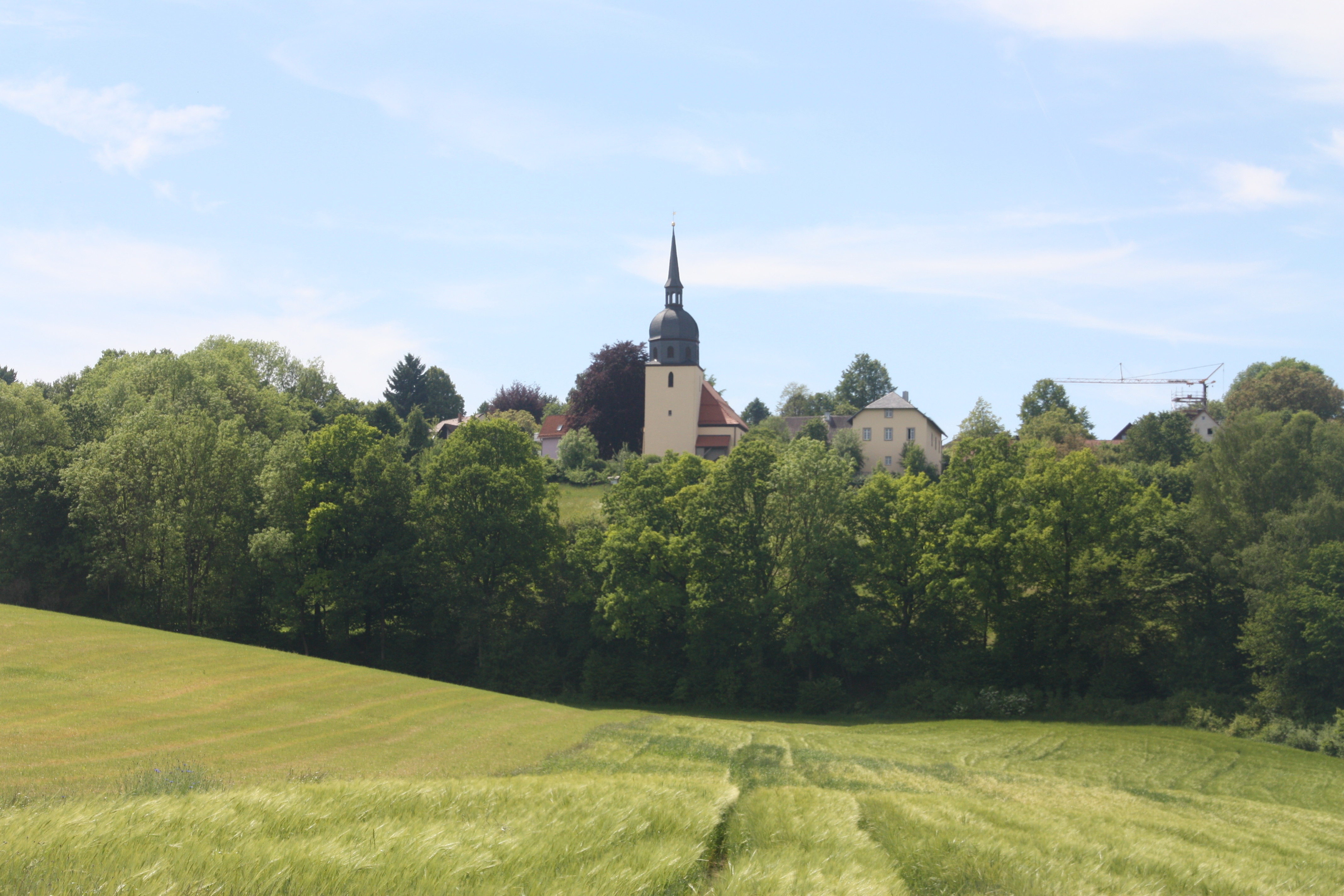
Bartholomäuskirche in Emtmannsberg

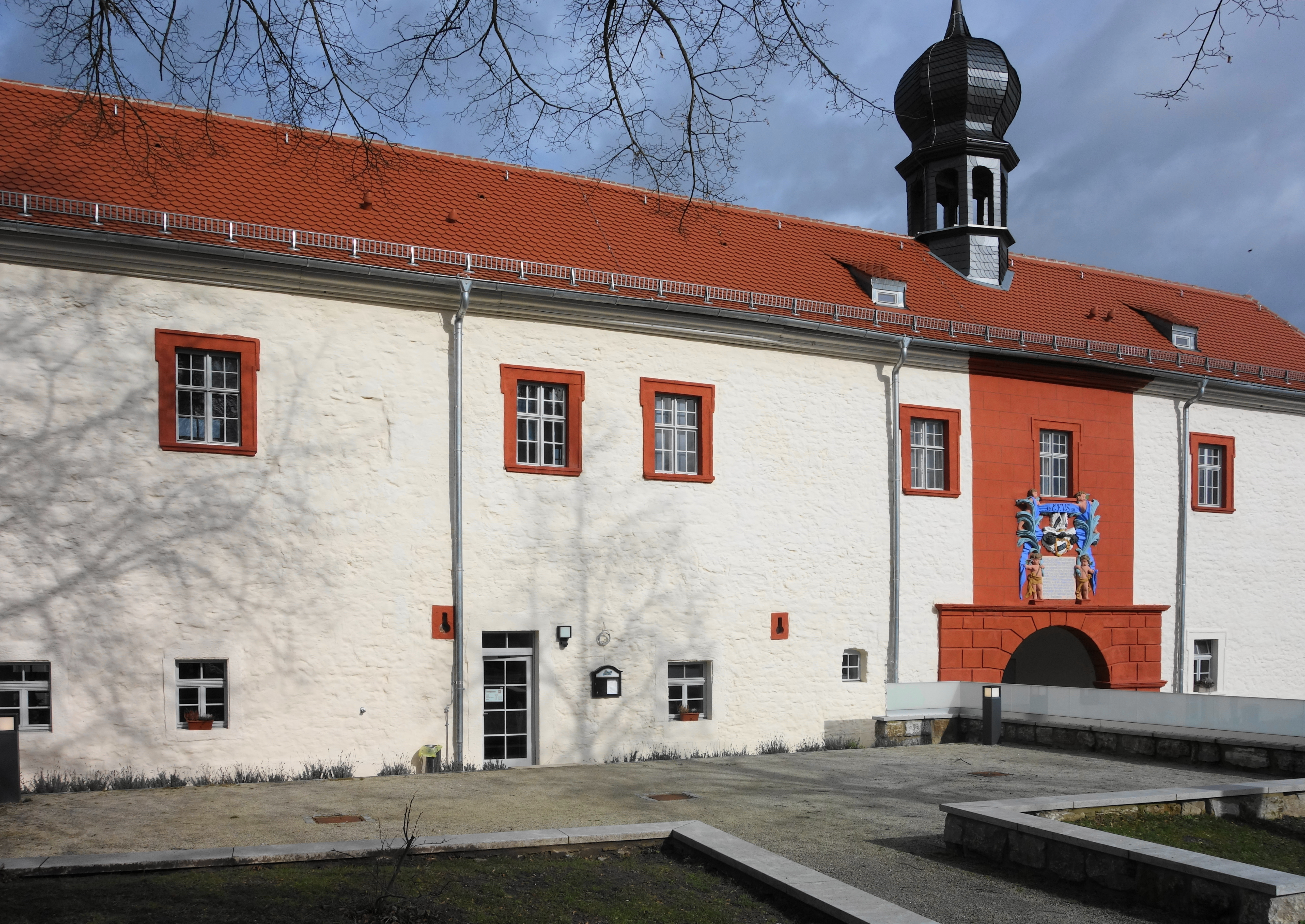
Schloss Emtmannsberg

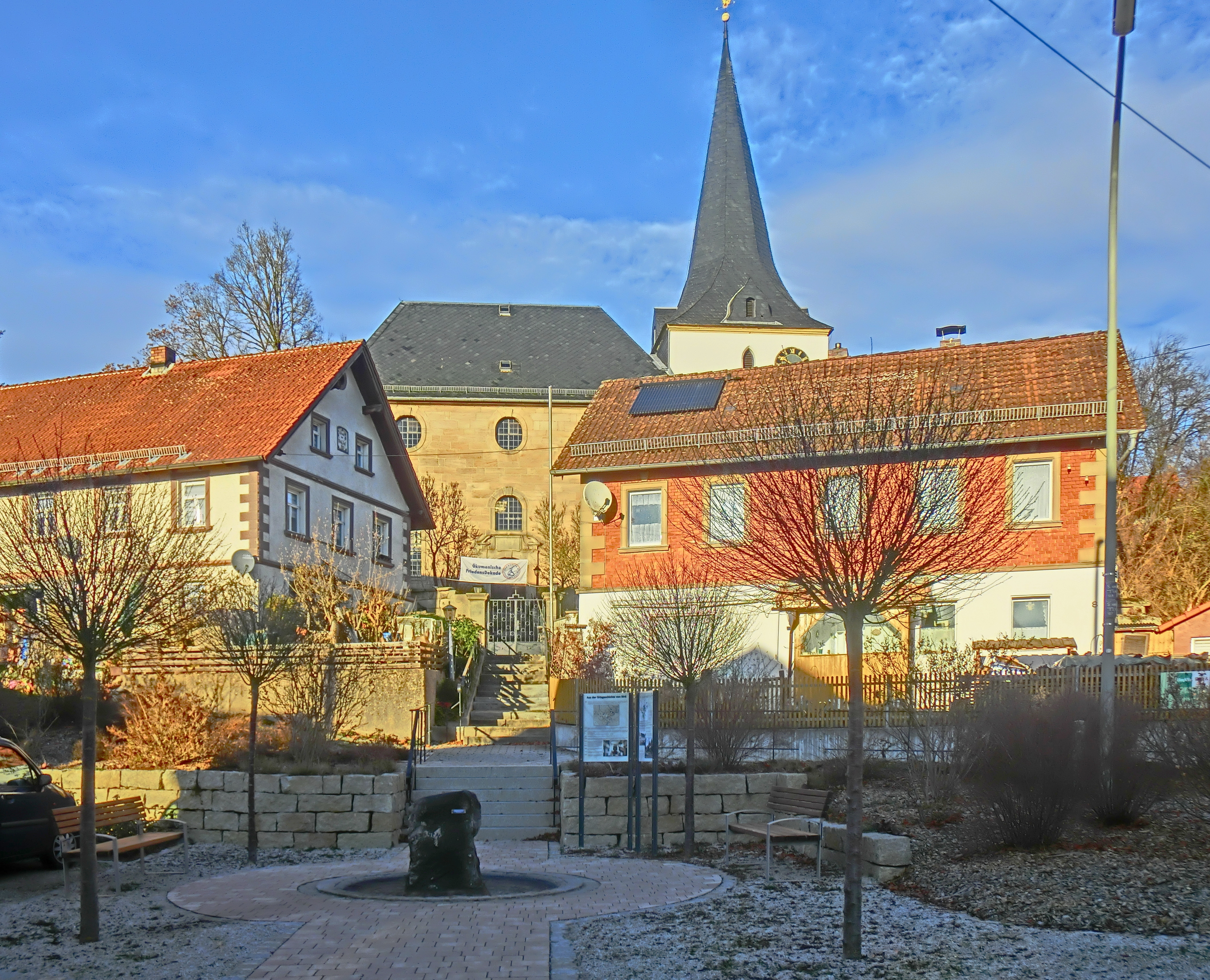
Kirchplatz in Birk

| Jahr      | 001819 | 00 1822 | 001861 | 001871 | 001885 | 001900 | 001925 | 001950 | 001961 | 001970 | 001987 |
| Einwohner | 330    | 362     | 430    | 441    | 385    | 323    | 275    | *446   | *355   | *338   | 368    |
| Häuser    |        | 53      |        |        | 61     | 68     | 66     | *69    | *77    |        | 120    |
| Quelle    | [ 33 ] | [ 11 ]  | [ 18 ] | [ 20 ] | [ 23 ] | [ 25 ] | [ 27 ] | [ 28 ] | [ 13 ] | [ 29 ] | [ 30 ] |

## Politik
Die Gemeinde ist Mitglied der Verwaltungsgemeinschaft Weidenberg.

### Gemeinderat
Die Gemeinderatswahlen seit 2002 führten zu folgenden Stimmenanteilen und Sitzverteilungen:
| Partei/Liste               | Sitze 2002 | Sitze 2008 | Sitze 2014 | 2020  | 2020  |
| Partei/Liste               | Sitze 2002 | Sitze 2008 | Sitze 2014 | %     | Sitze |
| -------------------------- | ---------- | ---------- | ---------- | ----- | ----- |
| Bürgerbündnis Emtmannsberg | –          | –          | 4          | 26,89 | 3     |
| CSU                        | 3          | 3          | 3          | 20,47 | 2     |
| Unabhängige Bürgerliste    | 2          | 3          | 2          | 20,69 | 3     |
| Schamelsberger Bürgerliste | 1          | 1          | 1          | 13,21 | 2     |
| Hauendorfer Bürgerliste    | 2          | 2          | 2          | 18,74 | 2     |
| SPD                        | 4          | 3          | –          | –     | –     |
| Gesamt                     | 12         | 12         | 12         | 100   | 12    |

### Bürgermeister
Der Erste, der Zweite und der Dritte Bürgermeister sind per Satzung zur Regelung des örtlichen Gemeindeverfassungsrechts vom 7. Mai 2020 Ehrenbeamte.
Erster Bürgermeister ist Gerhard Herrmannsdörfer (CSU/Unabhängige Bürgerliste).

### Wappen und Flagge
Wappen
| Wappen von Emtmannsberg | Blasonierung: „Geviert und mit einem Herzschild belegt, darin in Blau eine eingeschweifte silberne Spitze; 1 und 4: in Silber ein schwarzer Schrägbalken, 2: in Blau ein goldener rot bezungter Wolfsrumpf, 3: in Schwarz ein gekerbtes silbernes Kreuz.“ |
| Wappen von Emtmannsberg | Wappenbegründung: Im Gemeindewappen von Emtmannsberg sind Elemente aus Wappen von Adelsfamilien zusammengestellt, die für die Geschichte des Gemeindegebiets von Bedeutung waren. Der Herzschild ist das Wappen der Herren von Künssberg, Ministerialen der Andechs-Meranier, die seit Beginn des 13. Jahrhunderts bis 1487 im Besitz des Ritterguts Emtmannsberg waren. Im Jahr 1660 erwarb der markgräfliche Hofkanzler Carl von Stein das Rittergut. Der schwarze Schrägbalken sowie das weiße Kreuz im schwarzen Feld stammen aus dem Wappen der Herren von Stein. Der goldene Wolfsrumpf ist aus dem Wappen der Herren von Pullenreuth, die seit dem 14. Jahrhundert in Birk ein Drittel des Ortes als burggräfliches Lehen, mehrere Eigengüter sowie den Kirchensatz besaßen. Dieses Wappen wird seit 1987 geführt. |

Flagge
Die Gemeindeflagge ist blau-weiß-schwarz.

## Bau- und Bodendenkmäler
- St. Bartholomäus (Emtmannsberg)
- St. Veronika (Birk)
- Burg Bühl (Emtmannsberg)
- Schloss Emtmannsberg

## Verkehr
Durch Emtmannsberg verläuft eine Gemeindeverbindungsstraße an Pirschling und Schamelsberg vorbei nach Wolfsbach zur Bundesstraße 2 (3,1 km nordwestlich) bzw. zur Kreisstraße BT 17 (0,8 km nördlich). Diese führt nördlich zur Bundesstraße 22 bei Lehen bzw. südlich an Emtmannsberg vorbei nach Unterölschnitz.